# Rust Creek
Rust Creek é um filme independente de suspense policial estadunidense de 2018 dirigido por Jen McGowan e escrito por Julie Lipson. É baseado em uma história original de Julie Lipson e Stu Pollard. Hermione Corfield estrela como uma estudante universitária que se perde durante uma viagem e é caçada por criminosos que acreditam que ela é uma testemunha de seus crimes. Ele estreou no Festival de Cinema de Bentonville de 2018 e foi lançado nos cinemas em 4 de janeiro de 2019.

## Sinopse
Sawyer Scott, uma veterano do Center College, recebe uma oferta para uma entrevista de emprego em Washington, D.C.. Envergonhado por não conseguir o emprego, Sawyer pula o Dia de Ação de Graças com sua família para viajar para a entrevista sem contar a ninguém sobre seus planos. Depois de encontrar tráfego de feriados na Interestadual 64, ela pega uma rota alternativa, mas a encontra parcialmente fechada. Viajando ainda mais fundo na floresta Apalaches, Sawyer eventualmente se vira, mas é avistada pelos irmãos Hollister e Buck, que estão enterrando um corpo.
Preocupados que ela possa tê-los visto, os irmãos seguem Sawyer e a encontram estudando um mapa de papel. Inicialmente oferecendo ajuda, os irmãos logo se tornam hostis quando Sawyer rejeita o convite para jantar. Buck e Sawyer são feridos por sua faca durante a luta. Os irmãos a perseguem na floresta por uma curta distância, mas voltam quando a noite cai. Desorientada e ferido, Sawyer passa a noite em uma ravina.
Depois de receber um relatório de veículo abandonado, o xerife O'Doyle do condado questiona Hollister e Buck, conhecidos criadores de problemas locais, mas eles negam envolvimento com o desaparecimento de Sawyer. Os irmãos mais tarde retornam ao veículo de Sawyer e jogam-no em um aterro na floresta, retomando sua busca por ela. Sawyer encontra os destroços de seu carro e descobre seu telefone celular, mas a bateria do telefone está acabando e não há sinal de celular. Sofrendo de fome, desidratação e perda de sangue, Sawyer perde a consciência perto de um depósito de lixo na floresta e é descoberta por Lowell, um fabricante de metanfetamina que é primo de Hollister e Buck. Lowell trata a perna ferida de Sawyer e oferece a ela comida e água, mas ele a amarra com cordas depois que ela joga soda cáustica em seu rosto em uma tentativa de fuga. Os irmãos chegam para discutir o próximo lote de metanfetamina de Lowell, mas ficam desconfiados quando Lowell os impede de entrar. Depois que os irmãos vão embora, Lowell explica que não está mantendo Sawyer como refém, mas está esperando que os irmãos entreguem o lote de metanfetamina para que ele possa pegar a caminhonete emprestada e levá-la para um local seguro. Sawyer relaxa e se liga a Lowell em uma discussão sobre a química envolvida na preparação de metanfetamina, ajudando-o a preparar o lote.
No escritório do xerife, O'Doyle ordena que o policial Katz ignore o relatório do veículo desaparecido, mas permite que Katz entre em contato com o proprietário registrado para se acalmar. Quando a Polícia Estadual de Kentucky. Quando o comandante Slattery chega, Katz retransmite as informações que reuniu sobre o desaparecimento de Sawyer. Slattery expressa descontentamento com a forma como O'Doyle está lidando com o caso e exige ação, irritando O'Doyle. O'Doyle retorna para Hollister e Buck e exige que eles encontrem Sawyer, revelando seu envolvimento com a operação de metanfetamina. Depois que Katz ouve um telefonema entre O'Doyle e os irmãos, ele tenta prender o xerife, mas O'Doyle o mata e faz com que os irmãos se livrem de seu corpo. Quando Slattery retorna, O'Doyle "descobre" evidências plantadas que implicam Katz no desaparecimento de Sawyer e encobre o assassinato de Katz. Enquanto Slattery mobiliza a polícia estadual, assumindo a investigação de O'Doyle, o xerife sai para ajudar na entrega de metanfetamina dos irmãos,planejando ofuscar o cartel de drogas que está se movendo para a região.
Os irmãos chegam a Lowell para pegar o lote de metanfetamina e descobrir Sawyer com ele. Lowell afirma que Sawyer "treinou", instruindo-a a micro-ondas com uma xícara de café para ele em uma garrafa térmica vista anteriormente como contendo amônia anidra. O microondas explode, matando Buck e ferindo gravemente Lowell e Hollister, mas Lowell protege Sawyer da explosão. Sawyer escapa enquanto o trailer queima, e Lowell luta para dominar Hollister. O'Doyle chega e mata os dois primos, então pega Sawyer. Sawyer reconhece a voz de O'Doyle e percebe que suas intenções são hostis, alertando-o. O'Doyle a leva até o Rust Creek titular e tenta afogá-la, mas ela o esfaqueia com um garfo que escorregou do trailer de Lowell antes. Finalmente livre de seus perseguidores, Sawyer manca com determinação pela estrada enquanto vários carros da polícia estadual convergem atrás dela.

## Elenco
- Hermione Corfield como Sawyer Scott
- Jay Paulson como Lowell Pritchert
- Sean O'Bryan como xerife O'Doyle
- Micah Hauptman como Hollister
- Daniel R. Hill como Buck
- Jeremy Glazer como policial Nick Katz
- John Marshall Jones como Comandante Douglas Slattery
- Laura Guzman como Charlotte
- Virginia Schneider como Donna
- Denise Dal Vera como Sra. Gander

## Produção
O roteiro foi escrito por Julie Lipson baseado em uma história original de Stu Pollard, que também produziu o filme. O filme foi rodado em e ao redor de Louisville, Kentucky.

## Lançamento
O filme estreou no Festival de Cinema de Bentonville em 3 de maio de 2018. O filme ganhou o prêmio de Melhor Filme de Thriller no Festival Internacional de Cinema de San Diego de 2018. Foi lançado para video sob demanda pelos serviços da IFC Midnight Films em 4 de janeiro de 2019.
Em 30 de novembro de 2020, Rust Creek estreou na Netflix. O filme ficou mais de uma semana na lista dos dez melhores filmes da Netflix.

## Recepção
Rust Creek tem um índice de aprovação de 84% no Rotten Tomatoes com base em 44 avaliações. O consenso crítico do site afirma: "Rust Creek subverte as expectativas com um drama de sobrevivência surpreendentemente em camadas ancorado em um cenário rico e uma atuação principal emocionante de Hermione Corfield". Metacritic, que usa uma média ponderada, atribuiu uma pontuação de 59 de 100 com base em 12 críticos, indicando "revisões mistas ou médias".

## Premiações
| Lista de prêmios recebidos por ‘’Rust Creek’’ | Lista de prêmios recebidos por ‘’Rust Creek’’ | Lista de prêmios recebidos por ‘’Rust Creek’’ | Lista de prêmios recebidos por ‘’Rust Creek’’ | Lista de prêmios recebidos por ‘’Rust Creek’’ |
| Ano                                           | Prêmio                                        | Categoria                                     | Destinatários                                 | Resultado                                     |
| --------------------------------------------- | --------------------------------------------- | --------------------------------------------- | --------------------------------------------- | --------------------------------------------- |
| 2018                                          | Breckenridge Festival of Film Awards          | Melhor Drama                                  |                                               | Venceu                                        |
| 2018                                          | Breckenridge Festival of Film Awards          | Melhor Atriz                                  | Hermione Corfield                             | Venceu                                        |
| 2018                                          | Breckenridge Festival of Film Awards          | Melhor Diretor                                | Jen McGowan                                   | Venceu                                        |
| 2018                                          | Film Threat Award This                        | Melhor Diretora                               | Jen McGowan                                   | Venceu                                        |
| 2018                                          | Jefferson State Flixx Fest                    | Melhor Atriz                                  | Hermione Corfield                             | Venceu                                        |
| 2018                                          | Rhode Island International Film Festival      | Directorial Discovery Award                   | Jen McGowan                                   | Venceu                                        |
| 2018                                          | San Diego International Film Festival         | Best Thriller                                 |                                               | Venceu                                        |